# جوان راسل
جوان راسل (بالإنجليزية: JoAnne Russell)‏ مواليد 30 أكتوبر 1954 في ميامي، هي لاعبة كرة مضرب أمريكية تلعب باليد اليمنى. هي إحدى بطلات الجراند سلام. أعلى تصنيف لها في الفردي كان المركز الـ 22 في سنة 1983.

## بطولات حققتها
- بطولة ويمبلدون

## روابط خارجية
- جوان راسل على موقع رابطة محترفات التنس (الإنجليزية)
- جوان راسل على موقع الاتحاد الدولي لكرة المضرب (الإنجليزية)
- جوان راسل على موقع بطولة ويمبلدون (الإنجليزية)
- جوان راسل على موقع خلاصة التنس.كوم (الإنجليزية)